# TRAPPC4
TRAPPC4 (англ. Trafficking protein particle complex 4) – білок, який кодується однойменним геном, розташованим у людей на короткому плечі 11-ї хромосоми. Довжина поліпептидного ланцюга білка становить 219 амінокислот, а молекулярна маса — 24 340.
| 10         |  | 20         |  | 30         |  | 40         |  | 50         |
| ---------- |  | ---------- |  | ---------- |  | ---------- |  | ---------- |
| MAIFSVYVVN |  | KAGGLIYQLD |  | SYAPRAEAEK |  | TFSYPLDLLL |  | KLHDERVLVA |
| FGQRDGIRVG |  | HAVLAINGMD |  | VNGRYTADGK |  | EVLEYLGNPA |  | NYPVSIRFGR |
| PRLTSNEKLM |  | LASMFHSLFA |  | IGSQLSPEQG |  | SSGIEMLETD |  | TFKLHCYQTL |
| TGIKFVVLAD |  | PRQAGIDSLL |  | RKIYEIYSDF |  | ALKNPFYSLE |  | MPIRCELFDQ |
| NLKLALEVAE |  | KAGTFGPGS  |  |            |  |            |  |            |

A: Аланін

C: Цистеїн

D: Аспарагінова кислота

E: Глутамінова кислота

F: Фенілаланін

G: Гліцин

H: Гістидин

I: Ізолейцин

K: Лізин

L: Лейцин

M: Метіонін

N: Аспарагін

P: Пролін

Q: Глутамін

R: Аргінін

S: Серин

T: Треонін

V: Валін

Задіяний у таких біологічних процесах, як транспорт, транспорт між ендоплазматичним ретикулумом і апаратом Гольджі, альтернативний сплайсинг. 
Локалізований у ендоплазматичному ретикулумі, апараті гольджі.